# Stadtkirche Lindow (Mark)

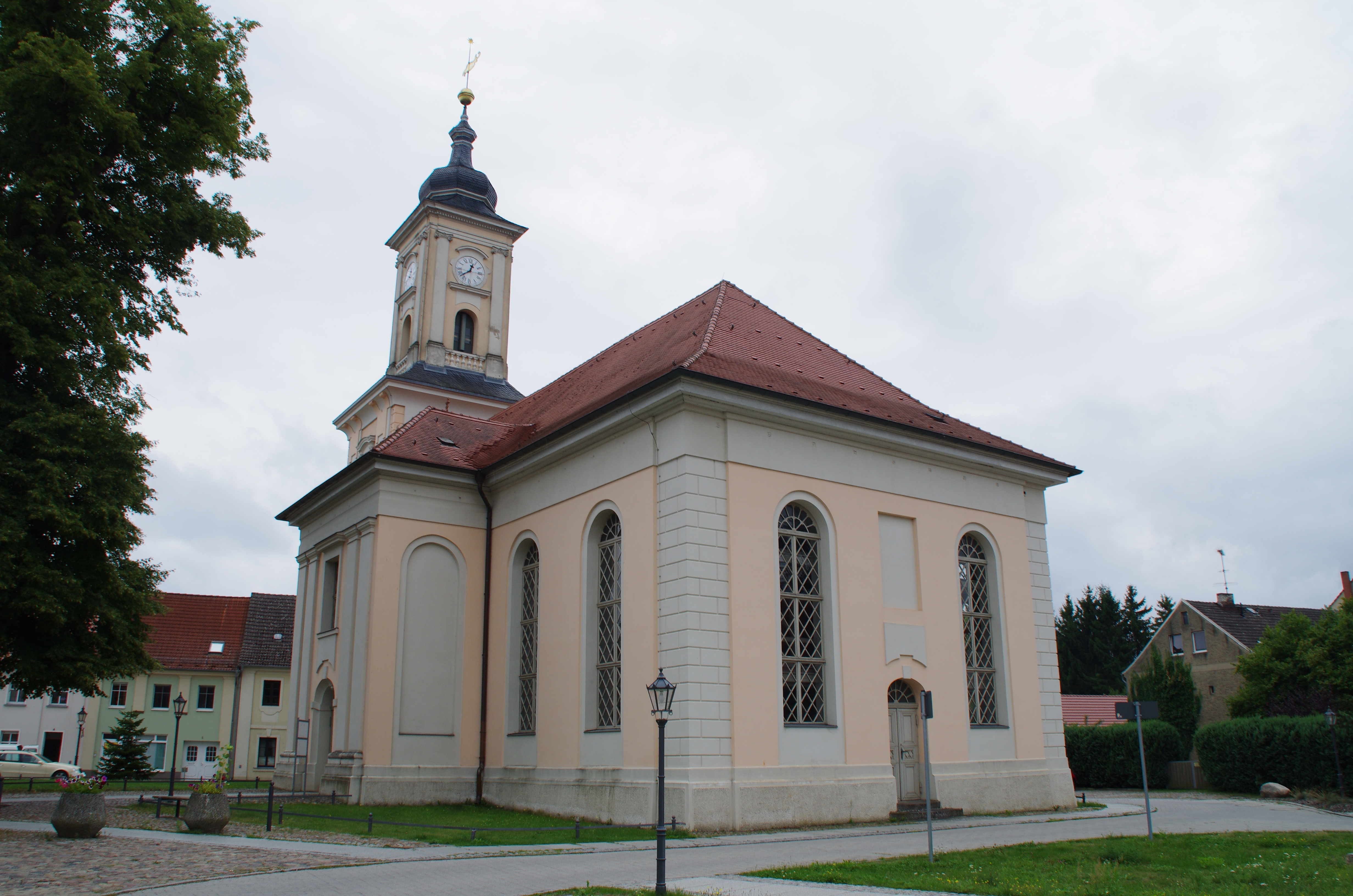
Stadtkirche Lindow Mark

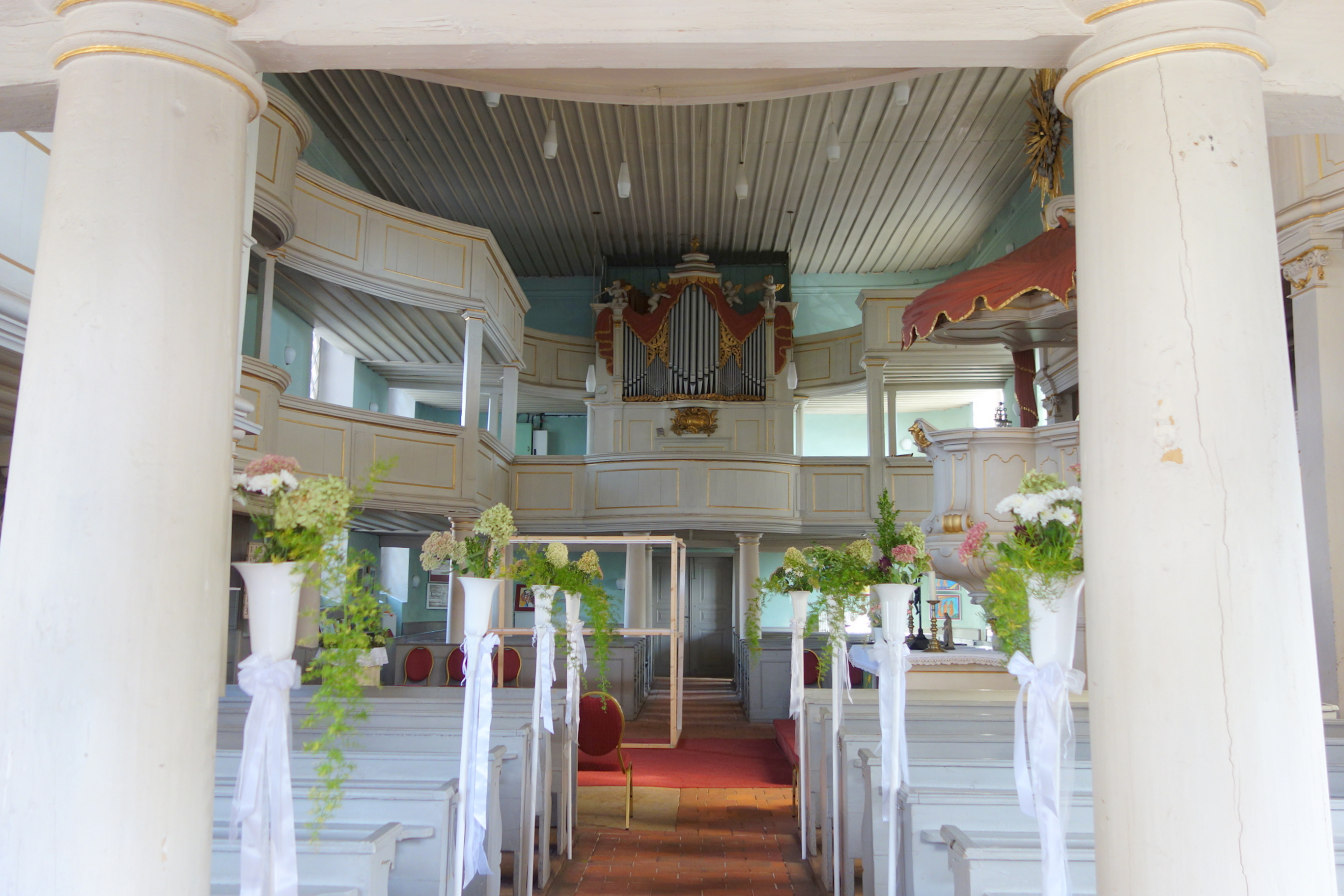
Innenansicht zur Orgel

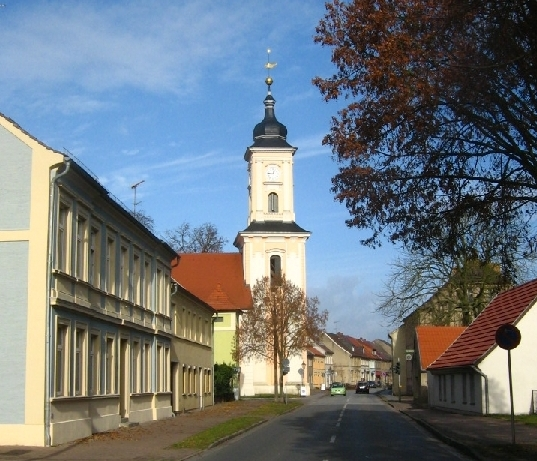
Turm im Stadtbild

Die evangelische Stadtkirche Lindow ist eine barocke Saalkirche in Lindow (Mark) im Landkreis Ostprignitz-Ruppin in Brandenburg. Sie gehört zur Kirchengemeinde Lindow (Mark) im Kirchenkreis Oberes Havelland der Evangelischen Kirche Berlin-Brandenburg-schlesische Oberlausitz und kann nach Anmeldung besichtigt werden.

## Geschichte und Architektur
Ein Vorgängerbau der heutigen Kirche entstand 1457. Im Jahr 1638 wurde die Stadt durch kaiserliche Truppen zerstört. In den Jahren 1694–1696 wurde eine neue Kirche für die damals angesiedelten Schweizer Kolonisten erbaut. In den Jahren 1744 und 1746 wurde die Stadt durch Brand erneut zerstört. Danach wurde die heutige Kirche als große verputzte Saalkirche in den Jahren 1751–1755 von Georg Christoph Berger erbaut. Das Bauwerk wurde zuletzt 1960 im Innern und 1995–2002 restauriert.
Die Kirche ist im Grundriss durch den Langwänden vorgelagerte Annexe kreuzförmig ausgebildet (für die Vorhalle mit Stiftsloge und die Sakristei). Der hohe quadratische Ostturm ist städtebaulich wirksam in die Flucht der Hauptstraße gerückt und wird bekrönt von einem stark verjüngten Aufsatz mit Schweifhaube. Das Schiff wird durch hohe Rundbogenfenster von 1838 und eine Eckquaderung gegliedert, die Portale der Kreuzarme sind durch Doppelpilaster gerahmt, am Turm ist ebenfalls eine Pilastergliederung zu finden. Der hohe Innenraum wird als Querkirche genutzt und ist durch den geschwungenen Grundriss und die bewegt plastische Gestaltung der dreiseitig umlaufenden Doppelempore sowie die bauzeitliche Ausstattung geprägt (die Holzdecke stammt von 1838). 

## Ausstattung
Zentral vor der südlichen Längswand ist der Kanzelaltar vor einer kurzen, ebenfalls zweigeschossigen Empore angeordnet; am Schalldeckel sind stuckierte Stoffgehänge und eine Strahlengloriole angebracht. Hinter der Altarwand liegt die Sakristei, auf der Empore gegenüber die frühere Loge der Damen des Stifts in Kloster Lindow. Eine achteckige Holztaufe gehört ebenfalls zur Ausstattung. Ein Gemälde mit einer Darstellung von Noli me tangere in Öl auf Leinwand, das 1771 von Heinrich Stadler geschaffen wurde, findet sich auf der westlichen Empore.
Die Orgel ist ein Werk von Wilhelm Sauer aus dem Jahr 1898 mit 17 Registern auf zwei Manualen und Pedal in einem Gehäuse mit Stoffdraperie und Putten einer Orgel von Gottlieb Scholtze aus den Jahren 1753–1755.